# Дьяченко, Пётр Гаврилович
Дьяче́нко, Пётр Гаврии́лович (30 января 1895, село Берёзовая Лука Миргородского уезда Полтавской губернии, Российская империя — 22 апреля 1965, Филадельфия, США) — украинский военный, офицер «военного времени» Русской императорской армии, затем — офицер армии Украинской Державы, полковник армии УНР; в эмиграции — майор Войска Польского, полковник УОА и УНА в составе Вермахта; генерал-хорунжий (1961)

## Биография

Памятник на могиле Петра Дьяченко (2010 год)

Родился в зажиточной крестьянской семье, православного вероисповедания.
Закончил сельское начальное училище, затем — реальное училище в Ромнах; получил квалификацию механика.

### Первая мировая война
В начале Первой мировой войны поступил на военную службу добровольцем-вольноопределяющимся.
С 28 сентября 1914 — рядовой 52-го Сибирского стрелкового полка, в составе которого был отправлен на фронт. Принимал участие в боях на территории Польши, Литвы. В 1915 году был дважды ранен (21.01.1915 и 08.07.1915). Произведён в младшие (затем в старшие) унтер-офицеры, был старшим команды полковых разведчиков. За боевые отличия награждён тремя Георгиевскими крестами: 4-й (№ 141 812), 3-й (№ 90 320), 3-й (№ 109 260), — заменён на крест 2-й степени, и Георгиевской медалью 4-й степени, а также — французской бронзовой медалью (Médaille de Bronze).
Осенью 1915 года направлен на учёбу в Оренбургскую школу прапорщиков, зачислен в конную сотню. 19 января 1916 года выпущен прапорщиком в 146-й запасный батальон (город Петровск).
С 22 мая 1916 Пётр Дьяченко — младший офицер 7-й роты 333-го пехотного Глазовского полка 84-й пехотной дивизии (прибыл в полк из 51-го пехотного запасного батальона). Принимал участие в Брусиловском наступлении Юго-Западного фронта в Галиции, 30.08.1916 был ранен. С 15 декабря 1916 года командовал 6-й ротой в этом же полку. С 20 января 1917 — подпоручик (старшинство в чине — с 18.11.1916), с мая 1917 — поручик.
Осенью 1917 переведен в тыловой гарнизон Вятки (до войны там дислоцировалась 84-я пехотная дивизия и там был сформирован 333-й пехотный Глазовский полк) на должность командира роты Ударного революционного батальона. Вскоре был избран командиром этого батальона. 12—23 октября 1917 был командующим войсками так называемой Вятской республики.
Последний чин в «старой» Русской армии — поручик, по другим данным — штабс-капитан (с 24.08.1917).
По данным украинского историка Я. Ю. Тинченко, обер-офицер Пётр Гавриилович Дьяченко за боевые заслуги был удостоен всех возможных орденов до Святого Владимира с мечами и бантом включительно, а также — награждён офицерским Георгиевским крестом 4-й степени с лавровой ветвью, однако на Портале «Памяти героев Великой войны 1914—1918 годов» такие сведения отсутствуют.

### Гражданская война
С 17 декабря 1917 года Пётр Дьяченко — в составе вооружённых формирований Украинской Центральной Рады.
 25 февраля 1918 был ранен в стычке с красногвардейцами.
27 марта 1918 в Полтаве Дьяченко с небольшим по численности (12 человек) хорошо вооружённым и зкипированным конным партизанским отрядом влился во 2-й взвод конной сотни 2-го Запорожского пехотного полка Запорожской дивизии армии Украинской народной республики, освобождавшей, наступая в авангарде германских войск, территорию Левобережной Украины от вооружённых формирований провозглашённых большевиками советских республик. С 18 апреля 1918 — командир взвода, с 23 апреля 1918 — командир сотни.
В апреле 1918 принимал участие в освобождении Харькова, Александровска, Мелитополя, Джанкоя; с мая и до конца сентября 1918 — в боевых стычках и в рейдах по тылам противника на восточных рубежах державы в районе Старобельска. В конце сентября полк был передислоцирован на Черниговщину, в район Воронка́, где конная сотня, патрулируя вдоль границы, вылавливала контрабандистов и агентов-большевиков. С октября между «запорожцами», охранявшими границу, и «богунцами» и «таращанцами» Щорса и Боженко, набегавшими из нейтральной зоны, постоянно происходили ожесточённые стычки.
В середине ноября 1918, в период антигетманского переворота, Пётр Дьяченко, перейдя на сторону Директории УНР, принял активное в нём участие: в Харькове силами своей сотни, в командование которой вступил 16 ноября, арестовал генерала Лигнау и разоружил офицеров штаба Харьковского корпуса; в Полтаве арестовал коммунистический штаб во главе с Н. Шинкарём (Шинкарь сбежал, 5 чел. были утоплены в реке Ворскле).
В начале декабря 1918 под Белоцерковкой принимал участие в бою с белогвардейцами, во второй половине декабря в районе Константинограда решительными действиями (при этом был ранен) ликвидировал мятеж в 33-м пехотном Охтырском полку армии УНР, сформированном в Ромнах, который, направляясь на подавление повстанческого движения, отказался воевать с махновцами. За счёт мятежного полка развернул свою сотню в дивизион и в районе Лозовой две недели успешно воевал с махновцами. Утверждён в должности командира дивизиона 17.01.1919.
В январе 1919 конный дивизион Петра Дьяченко, находясь на отдыхе в Кременчуге, был обмундирован в новую казацкую форму чёрно-серых цветов, благодаря которой его бойцы получили прозвище «Чёрные запорожцы» или «чёрношлычники», и несколько позже был назван именем Петра Болбочана, своего бывшего командира полка, арестованного Петлюрой.
В конце января 1919 дивизион Дьяченка в составе полка прибыл на фронт под Харьков, оттуда с боями отступил на Полтаву, затем переехал в Кременчуг. Подавляя крестьянское восстание, усиленный двумя пехотными ротами, разгромил отряд «красных» повстанцев в Кобыляках. В феврале отступал с боями на запад по линии Елисаветград, Ольвиополь, Кривое Озеро, Бирзула. В феврале Дьяченко переболел возвратным тифом, оставаясь в войсках. 12 марта подавил восстание большевиков в Умани, 13 марта — в Ташлыке; пленные местные повстанцы были отпущены, комиссары уничтожены. 17 марта 1919 назначен исполнять должность командира 2-го Запорожского полка (прежний командир сбежал к деникинцам).
В начале апреля 1919 полк под командованием Дьяченко вынужден был в составе Юго-Западной группы войск полковника Волоха отступать от Умани на запад без боя, если не считать одну стычку с «красными» повстанцами Дьячишина в районе Балты, и выйти к Днестру в районе Бендер, где 12 апреля вместе с остальными войсками перейти через Днестр в Бессарабию, занятую румынскими войсками, и там интернироваться, а затем с помощью румын передислоцироваться через Галицию на Волынь, занятую армией УНР. Полк Петра Дьяченко был единственной воинской частью, не сдавшей оружие румынам.
По прибытии в Вишневец, полк Дьяченко, получив официальное наименование «Конный полк Чёрных запорожцев», 2 июня 1919 в составе 7-й (Запорожской) дивизии принял участие в наступлении на Проскуров: 4 июня, прорвав фронт дивизии Щорса, вышел к Проскурову, 6 июня вместе с другими войсками занял город.
8 июня 1919 в Проскурове Пётр Дьяченко принял участие в неудавшемся мятеже Болбочана, арестовав полковника Сальского.
С 9 июня 1919 Дьяченко, командуя полком, был постоянно в боях с Красной армией — под Деражней, Проскуровым, Ярмолинцами; участвовал в наступлении на Хмельник и Винницу, взятую 10 августа. С 17 по 30 августа принимал участие в наступлении на Киев. 31 августа его полк вступил в Киев и принял участие в параде украинских войск, а затем — в перестрелке с деникинцами, после чего, вместе с другими войсками, оставил Киев и отошёл на линию Васильков — Сквира.
В конце ноября — начале декабря 1919 Дьяченко находился в «треугольнике смерти» (район Любар—Шепетовка—Мирополь), в котором оказалась вся Надднепрянская армия УНР, окружённая противником: с запада — польскими войсками, с севера и востока — Красной армией, с юга — деникинцами. По решению командования, с 6 декабря 1919 его полк в составе Действующей армии Омельяновича-Павленка перешёл к партизанским действиям и 7 декабря выступил из Новой Чертории в рейд по тылам противника, известный как Первый Зимний поход Действующей армии УНР.

#### Первый Зимний поход
Совершив без боя марш по территории, занятой Галицкой армией (в то время галичане были в составе ВСЮР), конный полк под командованием Петра Дьяченко (212 сабель, всего 417 бойцов), выйдя в тыл деникинцам, с 11 декабря 1919 по 10 января 1920 года разрушал железнодорожные пути, телефонную и телеграфную связь, уничтожал государственную стражу, военных чиновников, мелкие армейские подразделения противника. С боями захватил и разрушил железнодорожную станцию Голендры, местечко Самгородок, в течение восьми дней вёл бои в районе села Ставище, затем, совершив марш в район Голованевска, уничтожил у села Капитанка разъезд Сводного казачьего полка полковника Попова и с боем захватил Богополь.
11—21 января 1920 полк совершил марш на Гайворон, Хащеватое, Саврань, откуда, по решению командования, повернул на восток и с 23 января по 9 февраля 1920 совершил в тяжёлых зимних условиях марш в район Смелы, в тыл Красной армии, где состоялась встреча с остальными частями украинской армии, совершавшими рейд по тылам противника.
С 8 февраля 1920 Дьяченко — командир конной бригады двухполкового состава («чёрные запорожцы» и мазепинский полк).
10 февраля бригада под командованием Дьяченко, разгромив красноармейский гарнизин, захватила Смелу и станцию Бобринскую (в Смеле). Были захвачены 250 пленных: 20 комиссаров расстреляно, пленные украинцы зачислены в бригаду, русские отпущены.
13—14 февраля бригада Дьяченко, имея больных и раненых в обозе, совершила марш на Левобережье, перейдя Днепр по льду, и утром 15 февраля ворвалась в Золотоношу. Красноармейский гарнизон Золотоноши оказал упорное сопротивление, пошёл в контратаку. Захватив половину города и нанеся значительный урон гарнизону, Дьяченко решил отойти. Был легко ранен в бою.
16—29 февраля 1920 бригада Дьяченко совершила марш на запад, от Золотоноши до Голованевска, который захватили 1 марта, уничтожив красноармейский гарнизон.
С 5 по 22 марта 1920 конная бригада Дьяченко вела бои с красноармейцами в районе Хащеватое, Гайворона, Бершади, Голованевска, Богополя; захваченные в плен коммунисты и комиссары уничтожались. 
 25 марта в районе села Наливайка была отражена атака превосходящих сил «красных»; после боя «запорожцы» отошли на Вербовое, затем до Перегоновки.
В первой половине апреля бригада Дьяченко, совершая рейды по сёлам, вела бои с красноармейскими отрядами за железнодорожные станции Плетёный Ташлык, Бобринец, Долинская, а также в районе Устиновки. В Яновке «чёрные запорожцы» посетили с ночёвкой отцовское имение Льва Троцкого.
15 апреля 1920 года Пётр Дьяченко принимал участие в захвате Вознесенска, затем, 26 апреля, после выхода из окружения в направлении Ананьева, — в боях под Бирзулой, взять которую не удалось, в захвате Тульчина (3 мая).
6 мая 1920, в районе Тульчина, партизанская армия Омельяновича-Павленка, в составе которой действовал полк Дьяченко, влилась в действующую в составе Войска Польского армию Петлюры, завершив тем самым пятимесячный рейд по тылам противника.

#### Советско-польская война
10-18 мая 1920, после трёхдневного отдыха в резерве, полк Дьяченко снова в тяжёлых оборонительных боях с регулярными частями Красной армии — пехотными полками и кавалерией Котовского.
23 мая 1920, после проведённого 20 мая генералами Омельяновичем-Павленко и Рыдз-Смиглой смотра полков Запорожской дивизии, Пётр Дьяченко за боевые заслуги был произведён в полковники армии УНР.
С 2 июня по 24 августа 1920 года 1-й Чёрный запорожский конный полк полковника Дьяченко в составе Отдельной конной дивизии армии УНР побывал в сильных арьергардных боях на рубежах рек Яланец, Мурафа, Збруч, Стрыпа, прикрывая отход армии УНР за реку Днестр под натиском превосходящих сил Красной армии; 25 июля отличился в бою под Сидоровым на реке Збруч. С 27 августа по 10 сентября 1920 года полк принимал участие в боях на рубеже реки Днестр в районе Галича.
28 августа 1920, наступая на Бурштын, в бою у села Большовцы Пётр Дьяченко был тяжело ранен в левую ногу и оказался в госпитале. В результате ранения левая нога на 8 сантиметров стала короче правой.
8 октября 1920 вернулся в полк, 23 октября приступил к командованию полком. К тому времени полк вёл наступательные бои на реке Южный Буг в районе сёл Сусловцы, Копытинцы, Багриновцы. 19 октября 1920 на польско-советском фронте наступило перемирие, однако на Подолье украинская армия Петлюры, совместно с 3-й русской армией, продолжала вести боевые действия.
16 ноября 1920, в районе Деражни, полк Дьяченко в составе Отдельной казачьей дивизии 3-й русской армии участвовал в наступлении; противником были кавалеристы Котовского и Байло.
19 ноября наступление украинской и 3-й русской армий против превосходящих сил 14-й армии РККА закончилось неудачей. Войска отошли за реку Збруч, где, в соответствии с условиями польско-советского перемирия, были интернированы поляками.
20 ноября 1920 полк Дьяченко перешёл Збруч в районе Волочиска и сдал оружие полякам, затем к середине декабря 1920 года перемещён в лагеря для интернированных в район Перемышля.

### Межвоенный период
В 1921—1924 годах Пётр Дьяченко находился в польских лагерях для интернированных, затем жил в Польше, работал разнорабочим.
В 1921 году за участие в Первом Зимнем походе был награждён Командованием армии УНР Знаком отличия УНР «Железный Крест „За Зимний поход и бои“» (№ 30). Был награждён также польской памятной медалью «Польша своему защитнику» (другое название медали: «Участнику войны 1918—1921 годов»). В 1932 году за участие в освободительной войне 1917—1921 годов Правительством УНР в изгнании был награждён Памятным знаком УНР «Крест Симона Петлюры».
С 20 июля 1928 года Пётр Дьяченко — контрактный офицер Войска Польского, майор. Служил в кавалерии, командовал эскадроном, в 1932—1934 годах прошёл курс обучения в Высшей военной школе в Варшаве. В 1939 году был заместителем командира 3-го шеволежерского полка кавалерийской бригады «Сувалки». Полковник Рудольф Дрешер, командир полка, очень высоко отзывался о Дьяченко:

Активный, очень энергичный и ловкий, очень хорошо ориентируется в ситуации во время практического командования частью. Амбициозный и трудолюбивый, имеет большой кавалерийский темперамент. Очень сильный, физически выносливый, очень пунктуальный и добросовестный исполнитель. Командует полком с большим опытом и знанием дела, что сочетается с большой сообразительностью и находчивостью. Однако теряется в вопросах высшего тактического уровня, не проявляет ни методы мышления, ни особых способностей — скорее практик, чем теоретик. Положительно влияет на подчинённых скорее благодаря личному примеру упорного и добросовестного труда, чем своими педагогическими способностями.

### Вторая мировая война
Принимал участие в немецко-польской войне 1939 года. В сентябре 1939 на реке Неман в районе Гродно полк, в котором служил Дьяченко, оказал сопротивление наступавшим войскам Красной армии, затем пробился в Литву и там был интернирован. Раненый Дьяченко вскоре был переведён в Кёнигсберг, в немецкий лагерь для военнопленных польских офицеров.
Весной 1940 года был выпущен из лагеря и вернулся в Сувалки. Служил начальником местной полиции. В 1941—1942 годах работал в немецких оккупационных учреждениях на Черниговщине и Полтавщине.
С августа 1941 — начальник штаба Полесской сечи УПА атамана Бульбы-Боровца. В ответ на предложение Бульбы-Боровца заняться обучением личного состава ответил резким отказом:

Это никакое не войско, и он не имеет права называть себя атаманом-командиром. Бульба думал, что я буду ему обучать это войско, а многие из них видели ружьё в первый раз. Чтобы научить их военному делу и вести в бой, на это требуется много времени и не один человек, а он думал, что это можно сделать за месяц. При том, что не было достаточно оружия, боеприпасов, не было даже поесть. В итоге я ему сказал, что мне тут нечего делать, и попросил его отправить меня в Ровно.
Оригинальный текст (укр.)Це ніяке не військо, – і він не має права називати себе отаманом-командиром. Бульба думав, що я буду йому вишколювати це “військо”, а багато з них бачило рушницю перший раз. Щоб навчити їх військового діла, вести до бою – на це треба багато часу і не одної людини, а він думав, що це можна зробити за місяць. Притому не було достатньої зброї, амуніції, не було навіть що їсти. Отже, я йому сказав, що мені тут немає що робити, і попросив його відправити мене до м. Рівного.

В марте 1943 был арестован немцами в Киеве, через две недели выпущен.
В 1942—1943 годах Пётр Дьяченко — главный резидент Зондерштаба «R» Абвера в центральных и северо-восточных районах Украинской ССР, где под прикрытием различных хозяйственных организаций и военно-строительной конторы, создавал областные и районные агентурные сети резидентур, вёл разведку советских партизанских отрядов, проводил контрразведывательную работу против партизанских соединений Ковпака и Фёдорова. Летом 1943 года ему с группой лжепартизан удалось влиться в один из советских партизанских отрядов Репкинского района Черниговской области и совершить террористический акт против командира партизанского отряда и его заместителя.
В дальнейшем Петр Дяченко сотрудничал с ОУН — как с мельниковцами, так и с бандеровцами, а также с немцами, в частности с их Службой безопасности. Используя служебное положение, снабжал украинских повстанцев огнестрельным оружием, немецкими военными документами, размещал раненых повстанцев в немецких госпиталях.
В марте 1944 принимал участие в формировании Украинского (Волынского) легиона самообороны (по немецкой документации — 31-й батальон СД), начальник штаба легиона; с августа 1944 — командир легиона. Легион принимал участие в ответной акции на резню в Сахрыни, в подавлении Варшавского восстания; впоследствии вошёл в состав дивизии СС «Галичина».
С начала 1945 года Пётр Дьяченко — командир 3-го пехотного полка Украинской освободительной армии в составе Вермахта.
22 февраля 1945 назначен командиром противотанковой бригады «Свободная Украина», участвовал в боях против Красной армии под Бауценом (район Дрездена). За боевые заслуги награждён немецким военным орденом «Железный Крест» 2-го класса.
7 марта 1945 Дьяченко в звании полковника украинской армии был назначен командиром создаваемой 2-й Украинской дивизии Украинской Национальной Армии (УНА), ядро которой должна была составить противотанковая бригада «Свободная Украина» (дивизия СС «Галичина», воевавшая в Австрии, была переименована в 1-ю Украинскую дивизию УНА).
С апреля 1945 бригада «Свободная Украина» 2-й дивизии УНА действовала в составе танкового корпуса «Герман Геринг» группы армий «Центр». 5 мая в Судетской области бригада была практически полностью уничтожена советскими войсками.
9 мая 1945 Пётр Дьяченко с остатками дивизии, вышедшими из окружения, сдался в плен американцам.

### Послевоенный период
После войны жил в Мюнхене, сотрудничал с американскими спецслужбами. Затем перебрался в США. Поселился в Филадельфии. Проводил время в кругу семьи, воспитывал сына, писал мемуары.
Как ветеран освободительных войн в 1960 году Президентом УНР в изгнании был награждён Памятным знаком «Военный Крест УНР», в 1961 году произведён в генерал-хорунжие (со старшинством с 1928 года), а через несколько лет — в генерал-поручики.
Умер в Филадельфии. 
Похоронен на православном кладбище городка Саут-Баунд-Брук округа Сомерсет, Нью-Джерси, США.

## Семья
Был дважды женат. 
От первого брака имел двух сыновей: Юрия (1923 года рождения) и Алексея (1928 года рождения), оба они погибли в годы Второй мировой войны; от второго брака — сына Петра (в середине 60-х годов — сержант ВВС США, участник войны во Вьетнаме).
Брат — Виктор (1892—1971) — сотник армии УНР (в эмиграции — подполковник). Участник Первой мировой войны (штабс-ротмистр Русской императорской армии), в 1918 — офицер армии Украинской Державы. Летом 1919 был мобилизован в деникинскую армию, откуда дезертировал и сдался полякам. С июля 1920 — сотник 1-го Чёрного запорожского конного полка. В эмиграции, после освобождения из лагерей для интернированных, жил в Польше, закончил политехнический институт в Варшаве, работал инженером-железнодорожником. В 1944 году служил в Полесской Сечи УПА, в 1945 — во 2-й Украинской дивизии УНА Вермахта. После войны жил в США.

## Сочинения
Пётр Гаврилович Дьяченко собрал архив документов и фотографий периода освободительных войн. Оставил после себя несколько тетрадей рукописей и печатного текста с воспоминаниями о событиях 1918—1921 годов. Часть из них была опубликована в США в 1959—1973 годах. В 2010 году книга-воспоминание Петра Дьяченко «Чорнi Запорожцi» (на украинском языке) была издана на Украине.
Как свидетельствуют мемуары Дьяченко, главнокомандующий армией УНР Петлюра не пользовался авторитетом среди военных и, вместе со своим окружением, не был способен успешно командовать армией и управлять государством. Своего же командира полка, затем — дивизии, полковника Болбочана, казнённого с согласия Петлюры, Дьяченко считал выдающимся полководцем и истинным патриотом-украинцем.

## Память
- В 1968 году на могиле Петра Дьяченко был установлен его бюст-памятник.
- В 2009 году в Берёзовой Луке, родном селе Петра Дьяченко, был установлен памятный знак, а в сохранившемся доме, где он родился и вырос, создан музей войны 1917—1921 годов[9].
- 1 марта 2024 года в городе Никополь улицу Павлоградскую переименовали в улицу Петра Дьяченко[10][11]